# Copelatus distinctus
Copelatus distinctus es una especie de escarabajo buceador del género Copelatus, de la subfamilia Copelatinae, en la familia Dytiscidae. Fue descrito por Aubé en 1938.
Mide alrededor de 6 mm. Se encuentra desde Arizona y Texas hasta México.